# Isaac Grünewald
Isaac Hirsche Grünewald, född 2 september 1889 i Stockholm, död 22 maj 1946 vid en flygolycka nära Oslo, var en svensk målare, grafiker, formgivare och konstpedagog. 
Han var näst äldste son till antikhandlare Bärnhard Grünewald och Sofia Loew, född i Kejsardömet Ryssland. Isaac Grünewald var gift med Sigrid Hjertén 1911–1937 och Märta Grundell 1937–1946. Han är far till Torsten Rydberg, Iván Grünewald och Björn Grünewald. Grünewald studerade på Konstnärsförbundets skola 1905–1908 och Matisses akademi i Paris 1908–1911. 1926 blev Grünewald ledamot av Konstakademin. Han utnämndes 1932 till professor vid Konstakademien, och han var därefter verksam som konstprofessor vid akademien i tio års tid, från 1932 till 1942 då han öppnade Grünewalds målarskola.

## Biografi

### Studier i Stockholm och Paris

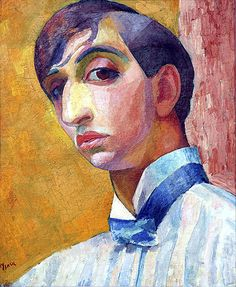
Självporträtt 1912.

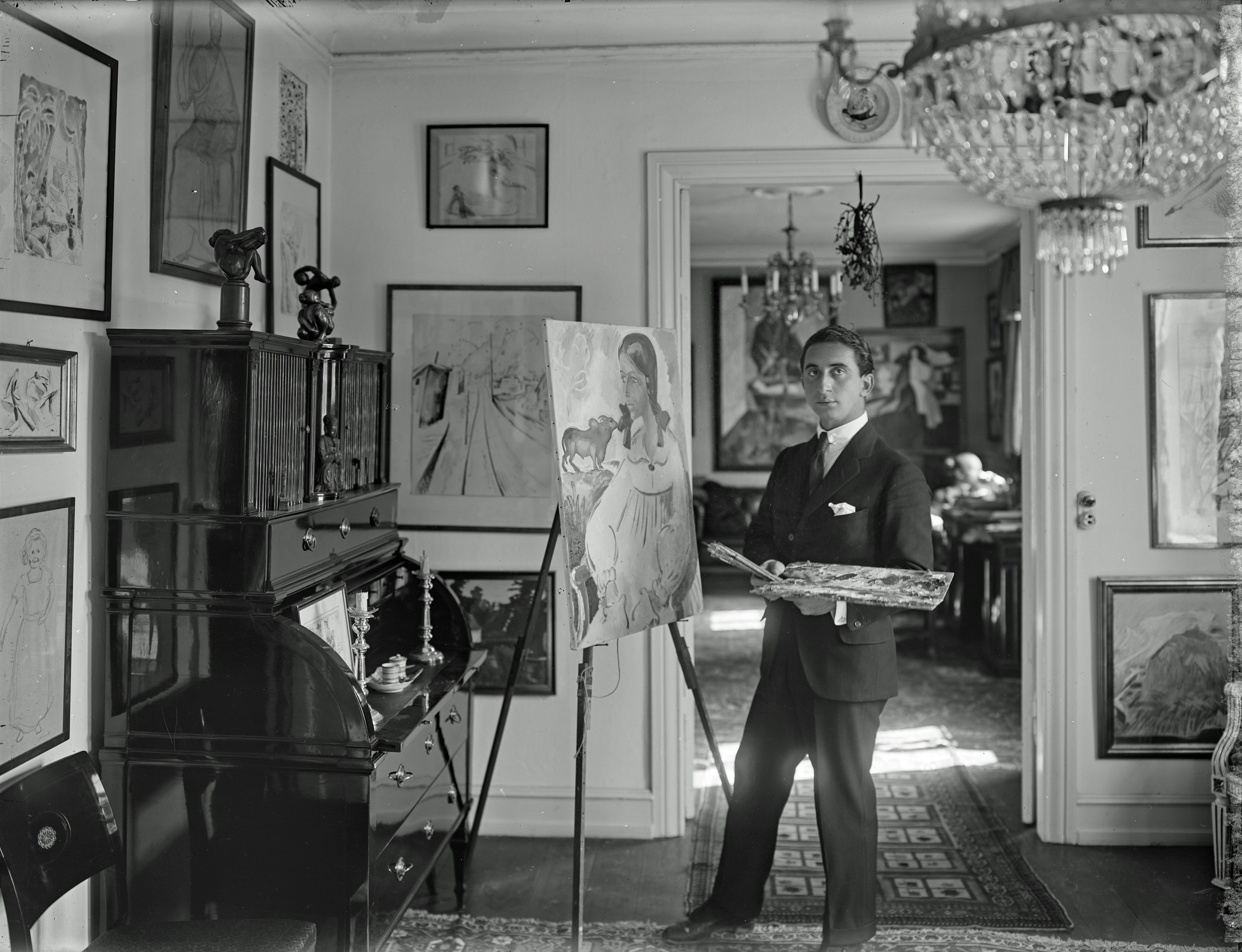
Foto taget av da 1918.

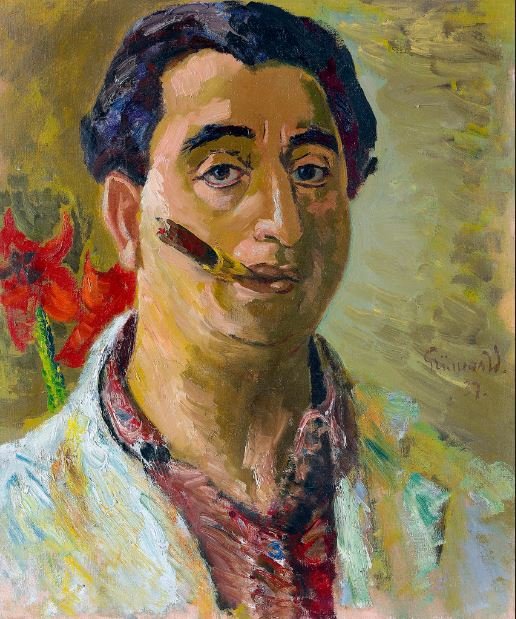
Självporträtt 1937.

Utbildad på Katarina läroverk och Södra latin i Stockholm. Grünewald studerade på Konstnärsförbundets skola i Stockholm åren 1905–1908 för Karl Nordström som lärare. Förutom Karl Nordström var några av de andra lärarna där Anders Zorn och Nils Kreuger och en av de drivande krafterna bakom skolan var Richard Bergh, som ledde Konstnärsförbundets skola. Några av hans studiekamrater vid skolan där var Leander Engström, Edward Hald, Einar Jolin, Einar Nerman och Arthur Percy.
Åren 1908–1911 studerade Isaac Grünewald vid Académie Matisse i Paris. Initiativet till bildandet av Académie Matisse i Paris togs 1908 av den svenske konstnären och författaren Carl Palme, och där fick bland andra 40 svenska elever sin utbildning under Henri Matisses ledning. Förutom Isaac Grünewald ingick i elevskaran även Sigrid Hjertén, Edward Hald och Einar Jolin.

### Giftermål med Sigrid Hjertén
År 1911 gifte sig Grünewald med Sigrid Hjertén, som han var gift med åren 1911–1937. Han var far till Iván Grünewald. År 1936 avbröts Sigrid Hjerténs måleri av mental sjukdom. Grünewald bildade gruppen De Åtta tillsammans med hustrun Sigrid och Nils Dardel 1912 med en uppmärksammad utställning på Salong Joël på Hamngatan 16 mitt emot Kungsträdgården i Stockholm som följd. Joël Löfberg, som var innehavare av Salong Joël, satt i Konstnärsförbundets styrelse. Även Arturo Ciacelli hade haft sin futuristutställning där i mars–april 1913.

### De åttas utställning 1912
Grünewald ville ha en elitmålargrupp efter De unga och bildade därför gruppen De Åtta. År 1912 hade man sin enda utställning på Salon Joel i Stockholm. Det var en konflikt mellan honom och Birger Simonsson som ledde till att gruppen bildades. I gruppen ingick förutom Isaac Grünewald själv även Sigrid Hjertén, Nils von Dardel, Einar Jolin, Leander Engström, Gösta Sandels, Tor Bjurström samt slutligen efter ett par avhopp Birger Simonsson. Simonsson tillkom efter att först August Lundberg och senare Albert Hoffsten hoppat av. Åren 1915–1920 övergick några av konstnärerna till konstindustrin och några upphörde att producera. Sigrid Hjerténs måleri avbröts 1936 av mental sjukdom. Under de följande decennierna kom Tor Bjurström och Isaac Grünewald att spela en viktig roll i svenskt konstliv, i synnerhet som lärare och debattörer.

### Moderniströrelsens ledande gestalt

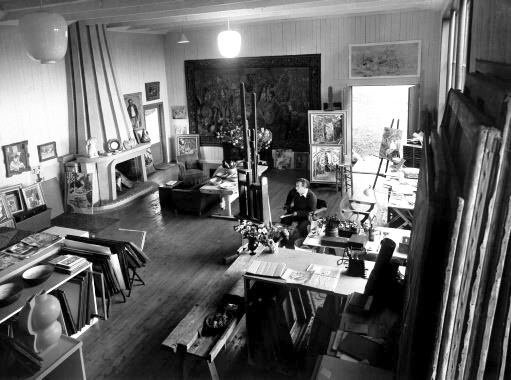
Isaac Grünewald i sin ateljé i Grünewaldvillan 1942.

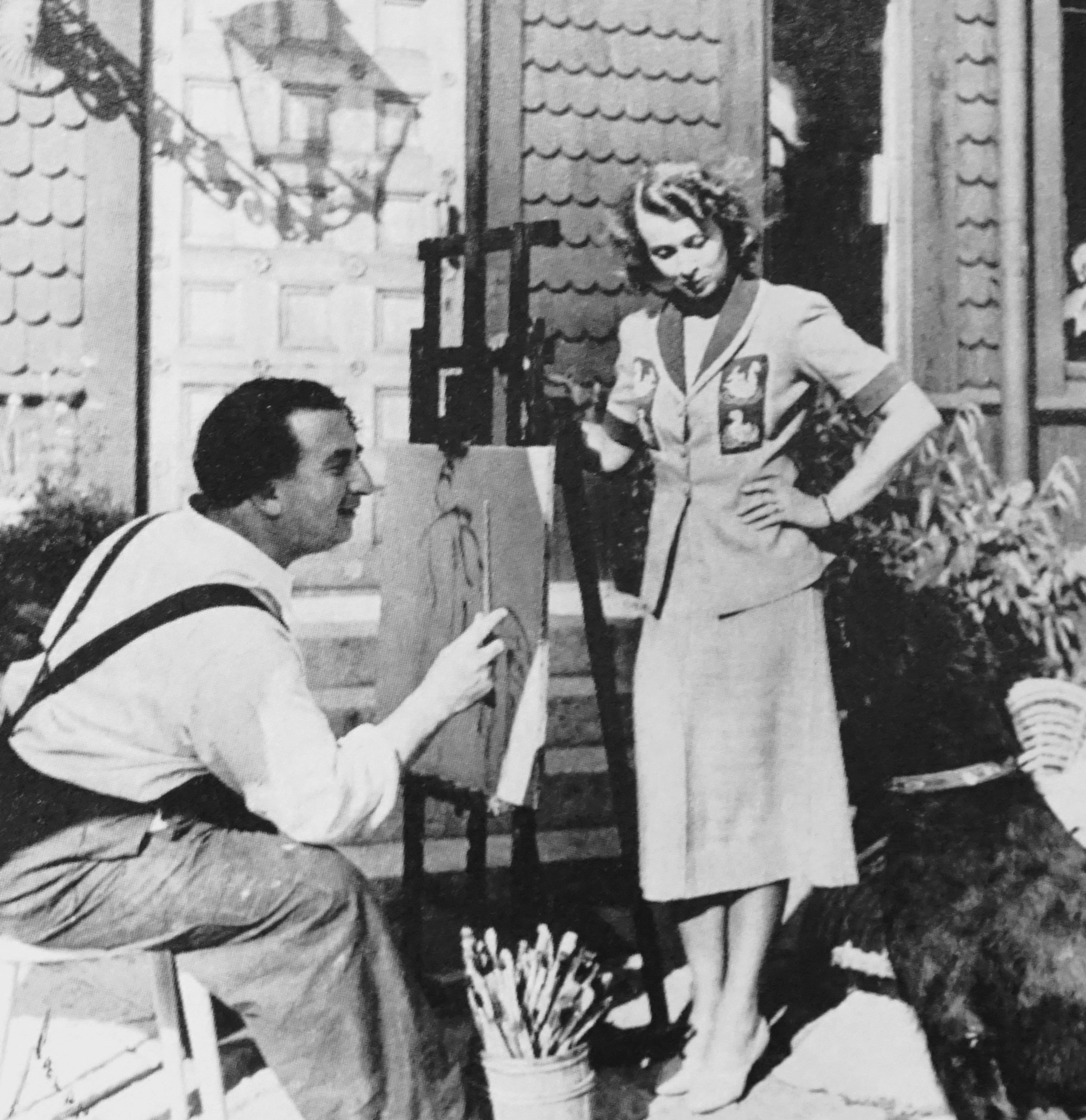
Isaac Grünewald utanför Grünewaldvillan i Saltsjöbaden, med hustru Märta.

Grünewald intog från 1910 fram till sin död 1946 positionen som den första svenska moderniströrelsens ledande gestalt, och var sin konstnärsgenerations mest omdiskuterade och mest produktive företrädare. En kontroversiell position som även hänger samman med att han med sin invandrarbakgrund under framför allt 1910-talet stod som den främste måltavlan för den nationalromantiska reaktionen mot den nya och unga, Parisinspirerade, "osvenska" konsten. Bland hans mer uppmärksammade separatställningar märks de i Stockholm 1924, 1930 och 1932 samt i Paris 1928.
Isaac Grünewald ställde ut Gosse med segelbåt på Liljevalchs konsthall i Stockholm 1918 på den legendariska "Expressionistutställningen", då med katalog nr 83. För Isaac Grünewald och Sigrid Hjertén blev "Expressionistutställningen" 1918 en fantastisk manifestation för modernismen och expressionism. Grünewald deltog med 290 konstverk och Sigrid Hjertén med 170 konstverk. Däremot fick Leander Engström nöja sig med att ställa ut 65 konstverk. Utställningen väckte stor uppmärksamhet och publiken var positiv. I en utställningskatalog beskrev författaren Pär Lagerkvist den expressionistiske konstnärens arbetssätt: "Expressionisten fångar på duken en stämning, en färgharmoni i avsikt att ge ett skönhetsintryck vars intensitet är god mätare av hans förmåga och konstnärliga lidelse, För att bringa upp denna intensitet till sin högsta potens avskiljer han från motivet allt oväsentligt, en massa naturalistiska element, förenklar verkligheten, utformar ej detaljen och lämnar arbetet medan det, naturalistiskt sett, ännu befinner sig på skissens stadium men från hans synpunkt är i sin slutgiltiga form eller i det ögonblick då den sensation han åsyftat förnimmes rikast och mest omedelbar - han bör vara virtuos på blotta antydningar som låter oss mera ana än veta".
I en stockholmsvy som Grünewald målade omkring 1919, Eftermiddagssol över Riddarholmen, förevigar han utsikten från ateljén i Stadsgården. I ett expressionistiskt manér skildrar Grünewald huvudstadens bebyggelse summariskt, förenklingen i både färg och form är tydlig. Sammanbindningsbanans järnvägsbro som förbinder Södermalm med Norrmalm ses i bildens mitt och förbi Gamla stan och Riddarholmen. Det nybyggda Stadshuset, som ännu inte fått sin karakteristiska lanternin med förgylld tornspira, ses uppe till vänster. Målningen är uppbyggd i markanta diagonaler som skapar ett snävt perspektiv. Grünewalds passion för färgen som uttrycksmedel går som ett ledmotiv i hans verk, Grünewald ville, precis som läromästaren Matisse, kunna omfatta sitt motiv med sinnenas lust och med omedelbar målarglädje.
Grünewald var vid sidan av måleriet en flitig och provokativ skribent, föredragshållare och debattör. Han gjorde 1915 en omdiskuterad film, Är dansen på förfall?, där han med hustrun Sigrid Hjertén och två danspar till visade hur one-step och boston (men inte tango som ofta uppges) ska dansas. Några av 1910- och 1920-talens stora kontroverser inom svensk konst kretsade kring Grünewald, såsom hans omdebatterade och i slutändan refuserade förslag 1913–1914 till utsmyckningen av vigselrummet i det nybyggda rådhuset i Stockholm (och Expressionistutställningen på Liljevalchs konsthall 1918).

### Dekor till Kungliga Operan i Stockholm
1913 arbetade han tillsammans med Leander Engström i Gränna. 1920 flyttade han till Fontenay-aux-Roses i regionen Île-de-France, sydväst om Paris centrum i norra Frankrike. I Sverige arbetade han med dekoren till Simson och Delila på Kungliga Teatern. Simson och Delila är en fransk opera i tre akter och fyra tablåer med musik av Camille Saint-Saëns och den iscensattes för andra gången på Stockholmsoperan med premiär den 28 januari 1921. Isaac Grünewald komponerade de orientaliska kostymerna och scenbilderna till uppsättningen 1921, den första modernistiska scenografin av svenskt märke, utskälld i pressen men en av Operans största publiksuccéer, spelad i omgångar ända fram till 1956.
Efter 1921 bosatte sig Grünewald i Montparnasse i Paris i samma hus som Gösta Adrian-Nilsson (GAN) och Fernand Léger bodde. Det blev hans fasta hem till 1931.

### Nytt äktenskap, Grünewaldvillan, målarskolan och flygolyckan
I december 1936 köpte Isaac Grünewald villan Lugnet i Saltsjöbaden. Efter smärre moderniseringar i funktionalistisk anda flyttade han in 1937 där med Märta Grundell, som strax därefter blev hans andra hustru. Han döpte om villan till Saltsjöklack, i dag kallas den Grünewaldvillan. De kom att bli de första att bo i villan året runt.
1940 fick de sonen Björn som kom att gifta sig med AnnBritt Jonsson.
Isaac Grünewald stod då på höjden av sin karriär. När hans tjänst på konstakademin upphörde 1942 lät han, efter ritningar av arkitekt Olof Grundell, Märtas bror, bygga till en 100 m² stor ateljé som en egen byggnadskropp mot nordväst. Exteriört anpassades ateljéns fasader till övriga byggnaden. Den nya ateljén nyttjades för konstnärligt arbete, sammankomster och representation. Villan fick därmed en total yta om 700 m² med 15 rum och tre kök.
1942 öppnade han Grünewalds målarskola, en konstnärlig grundutbildning som han drev fram till sin död i sin gamla ateljé vid Slussen i Stockholm.
I maj 1946 omkom makarna Isaac och Märta Grünewald i en flygolycka i närheten av Oslo.

Grünewaldvillan
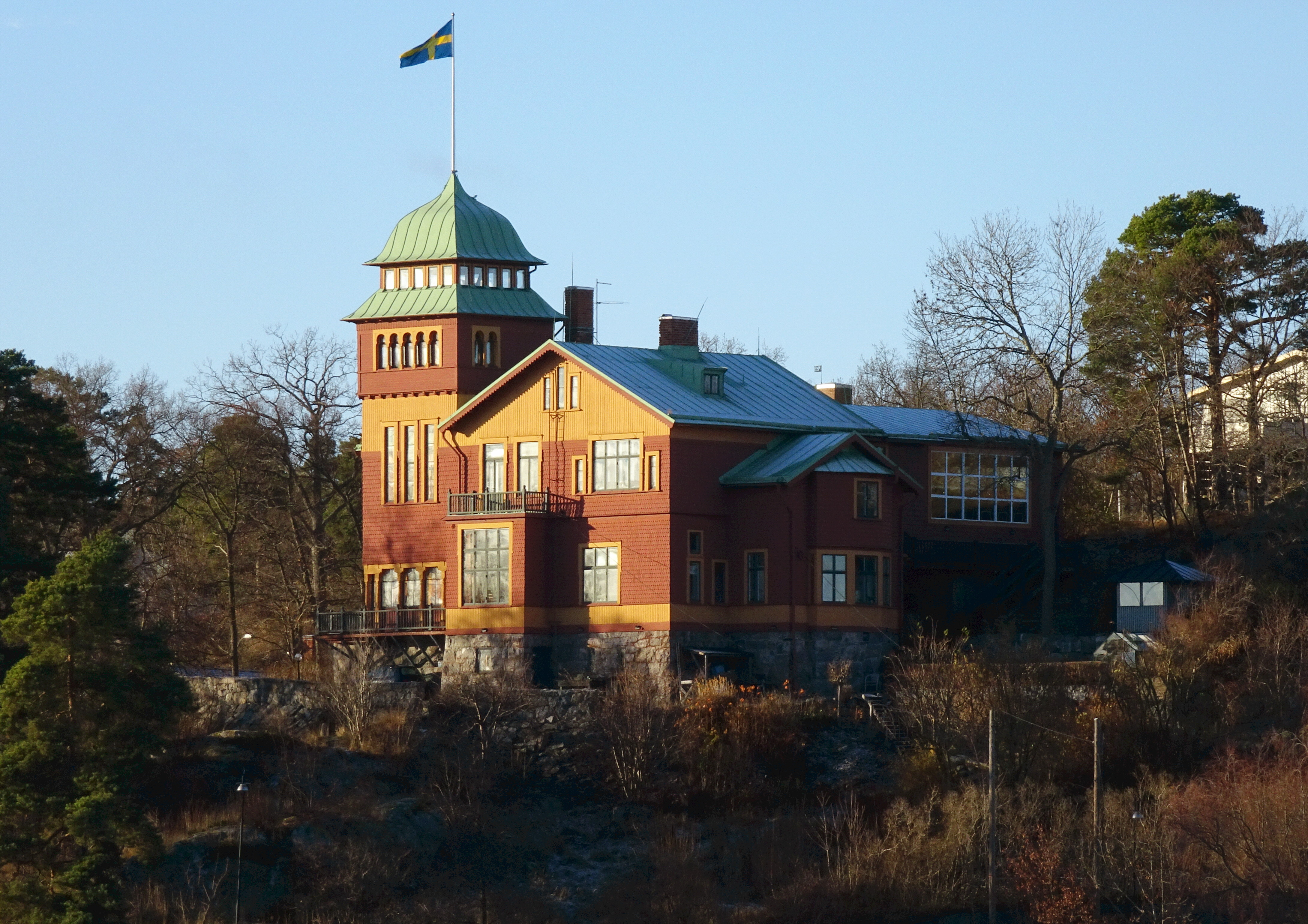
Villan
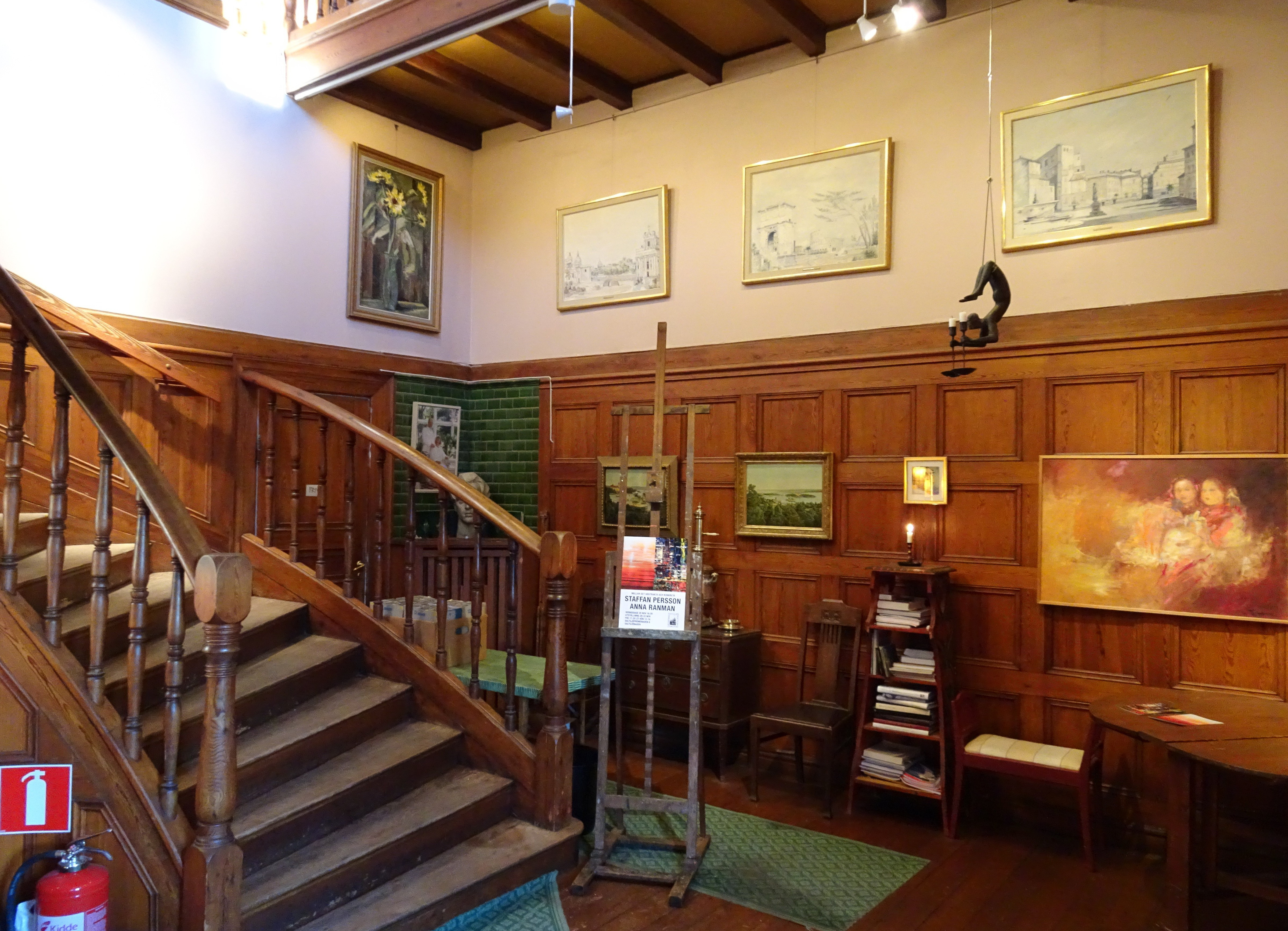
Entréhallen
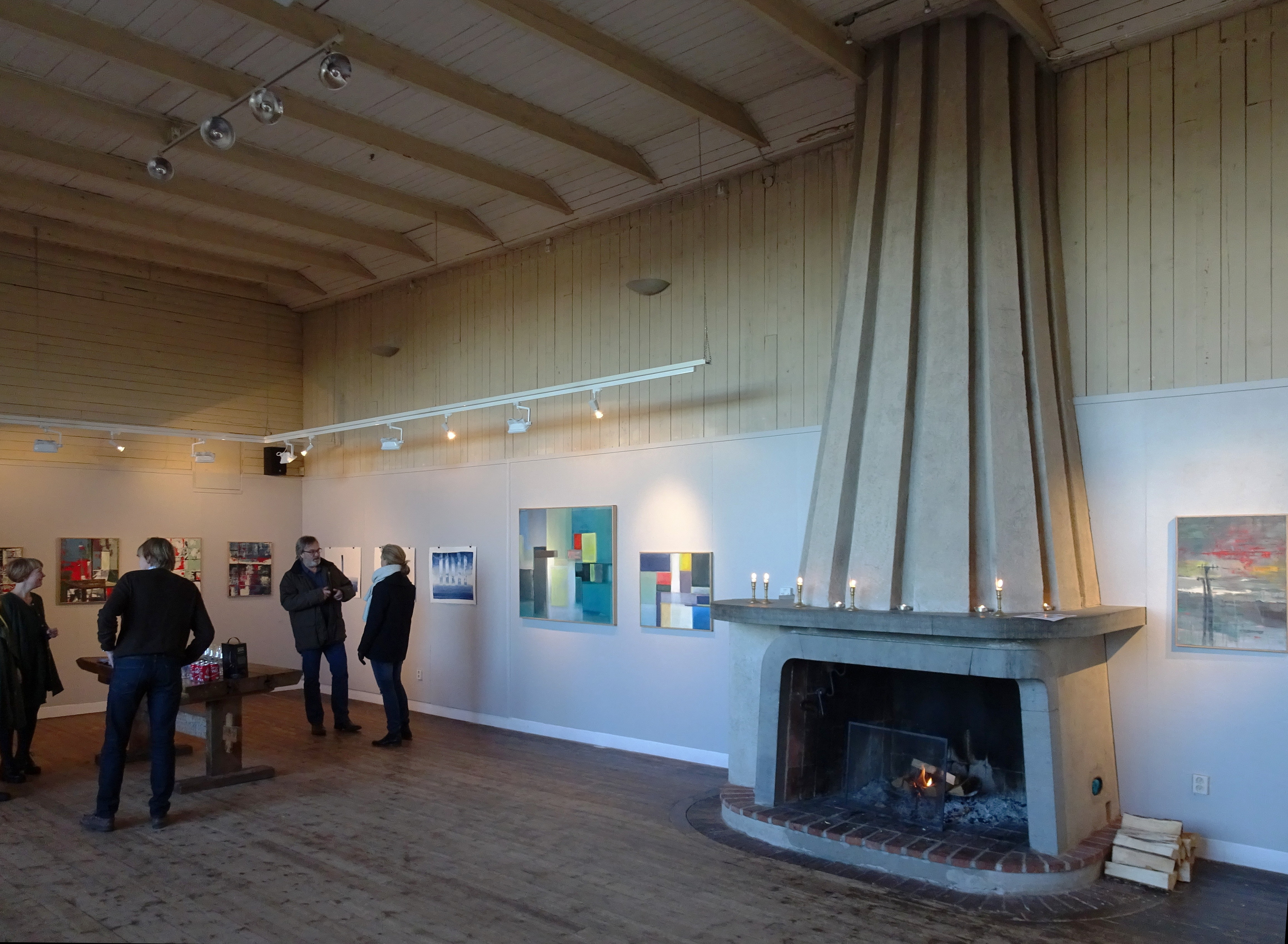
Ateljén med den stora öppna spisen
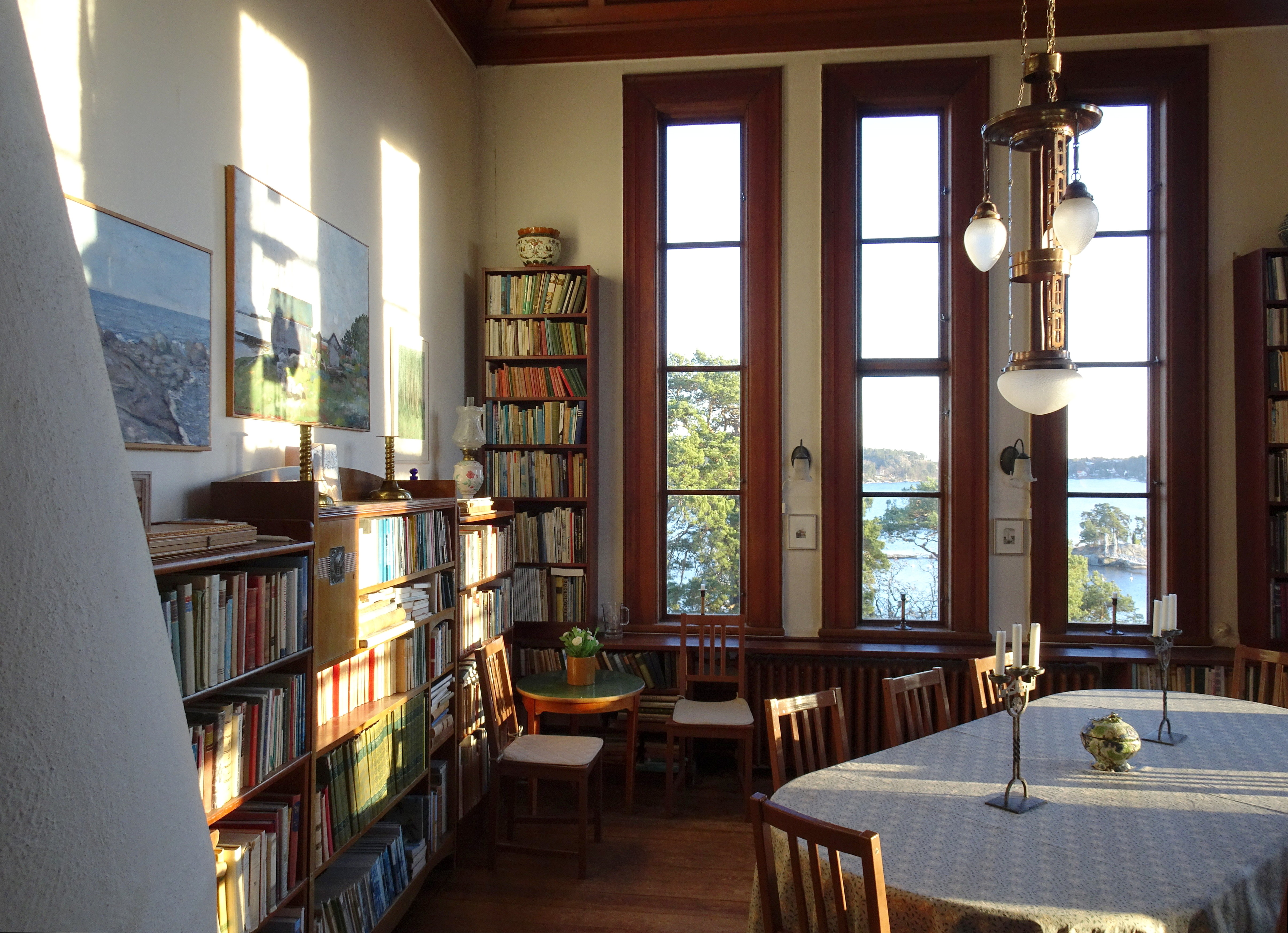
Biblioteket
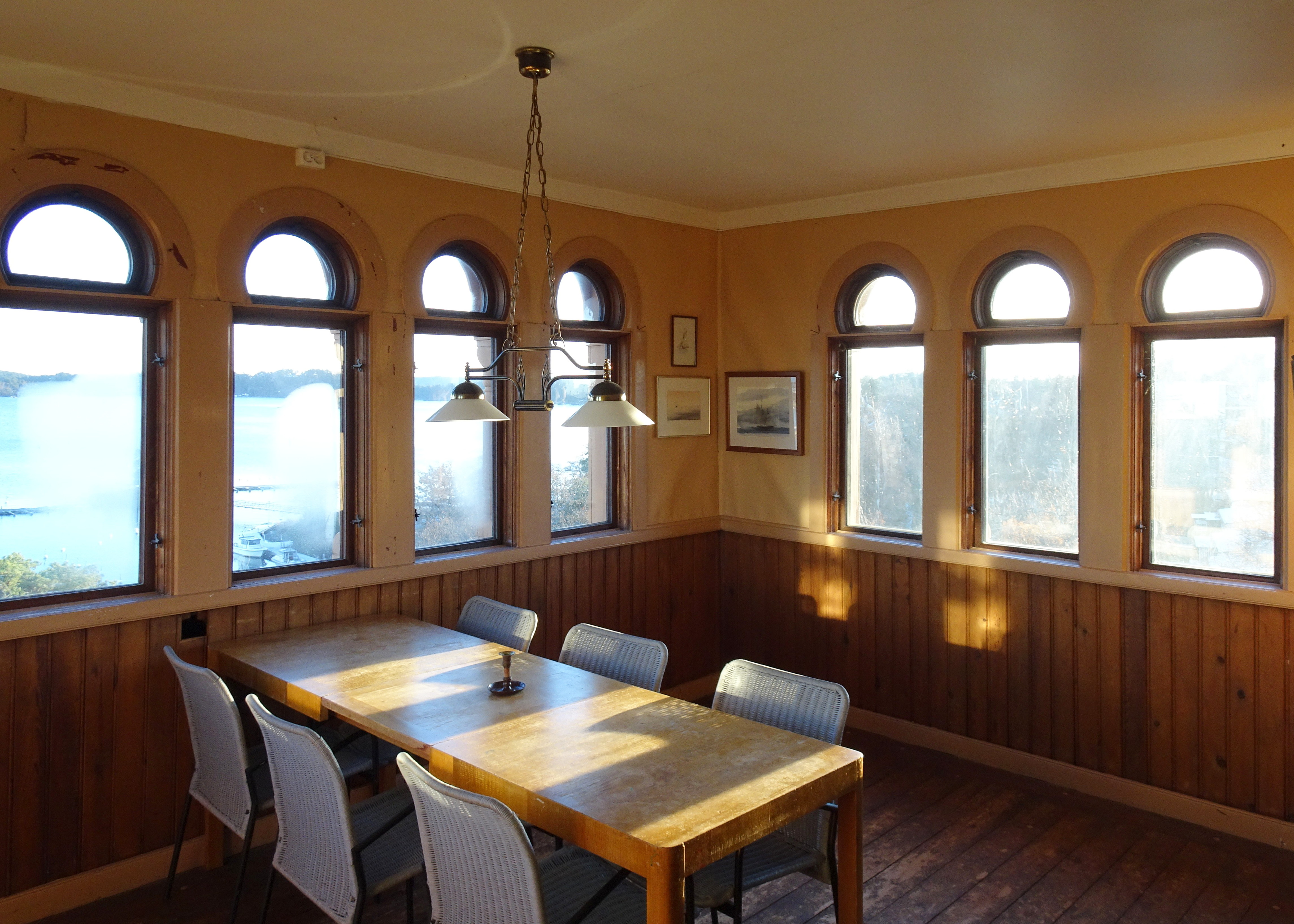
Mellersta tornrummet

## Dekorativa arbeten och keramiska arbeten
Grünewald har utfört dekorativa arbeten i Stockholms konserthus (1925), speciellt i Grünewaldsalen som sedermera uppkallades efter honom samt i sessionssalen i Tändstickspalatset (1928). I Biograf Draken (invigd 1938) skapade han ridåns mönster som består av 135 färgnyanser. Förutom måleri ägnade sig Isaac Grünewald också åt bokillustrationer och att filma. Vid Rörstrands Porslinsfabrik arbetade han bland annat med att dekorera vaser, urnor, fat och skålar. Grünewald var knuten till Rörstrand under perioden 1942–1946. Föremålen från Rörstrand signerades "IG" eller "Grünewald".

Grünewaldsalen och Tändstickspalatsets sessionssal
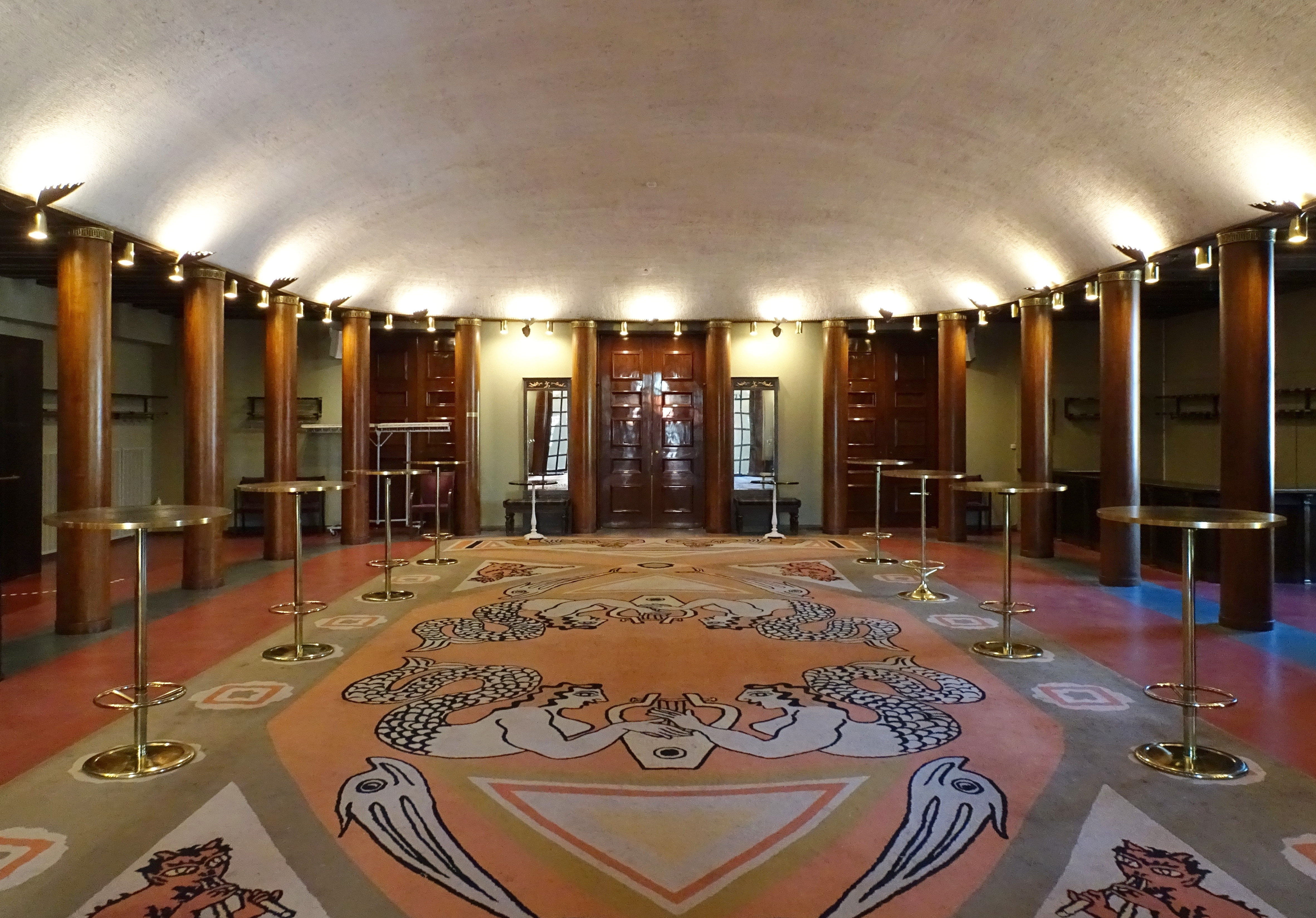
Grünewaldsalens foajé.
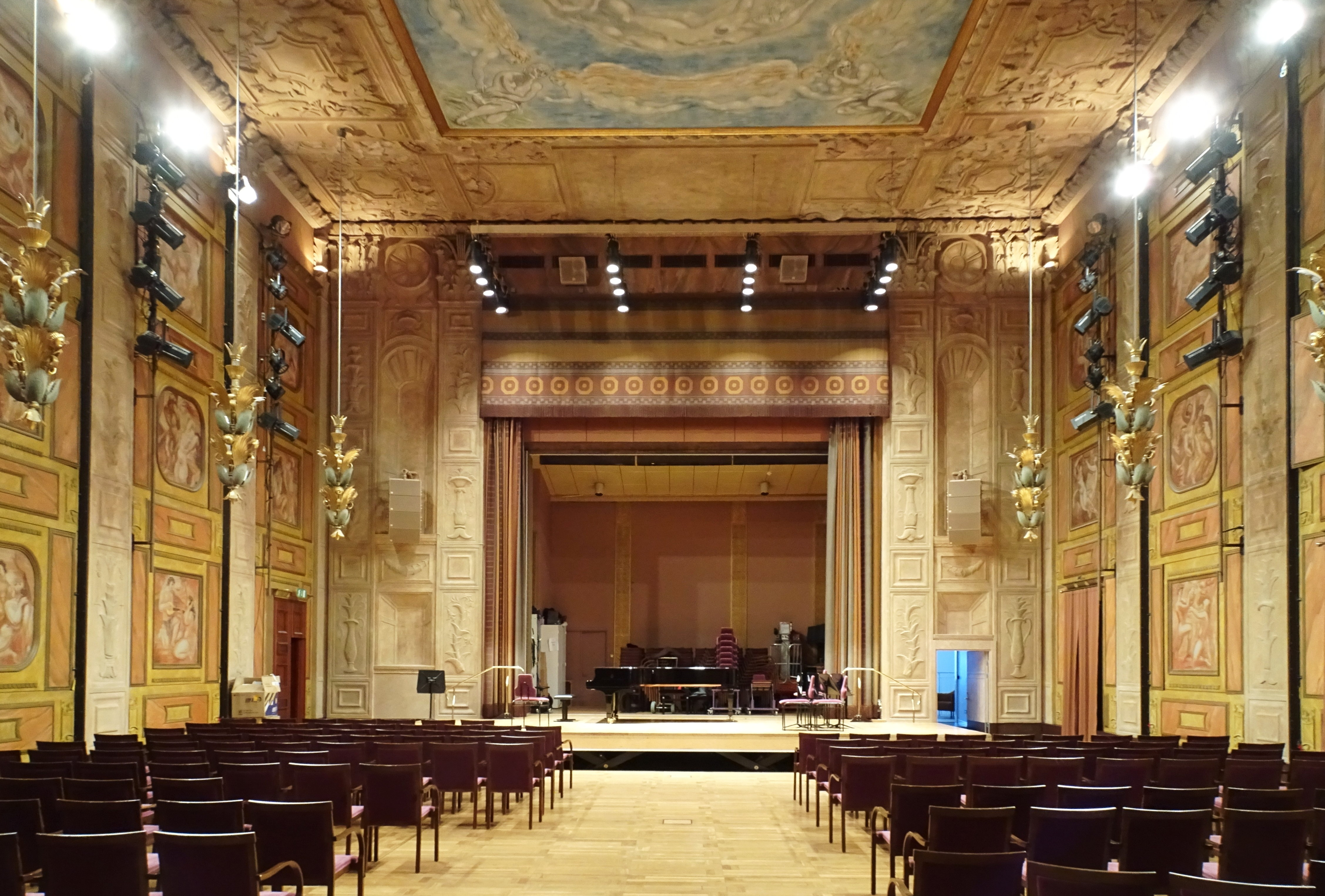
Grünewaldsalen, mot scenen.
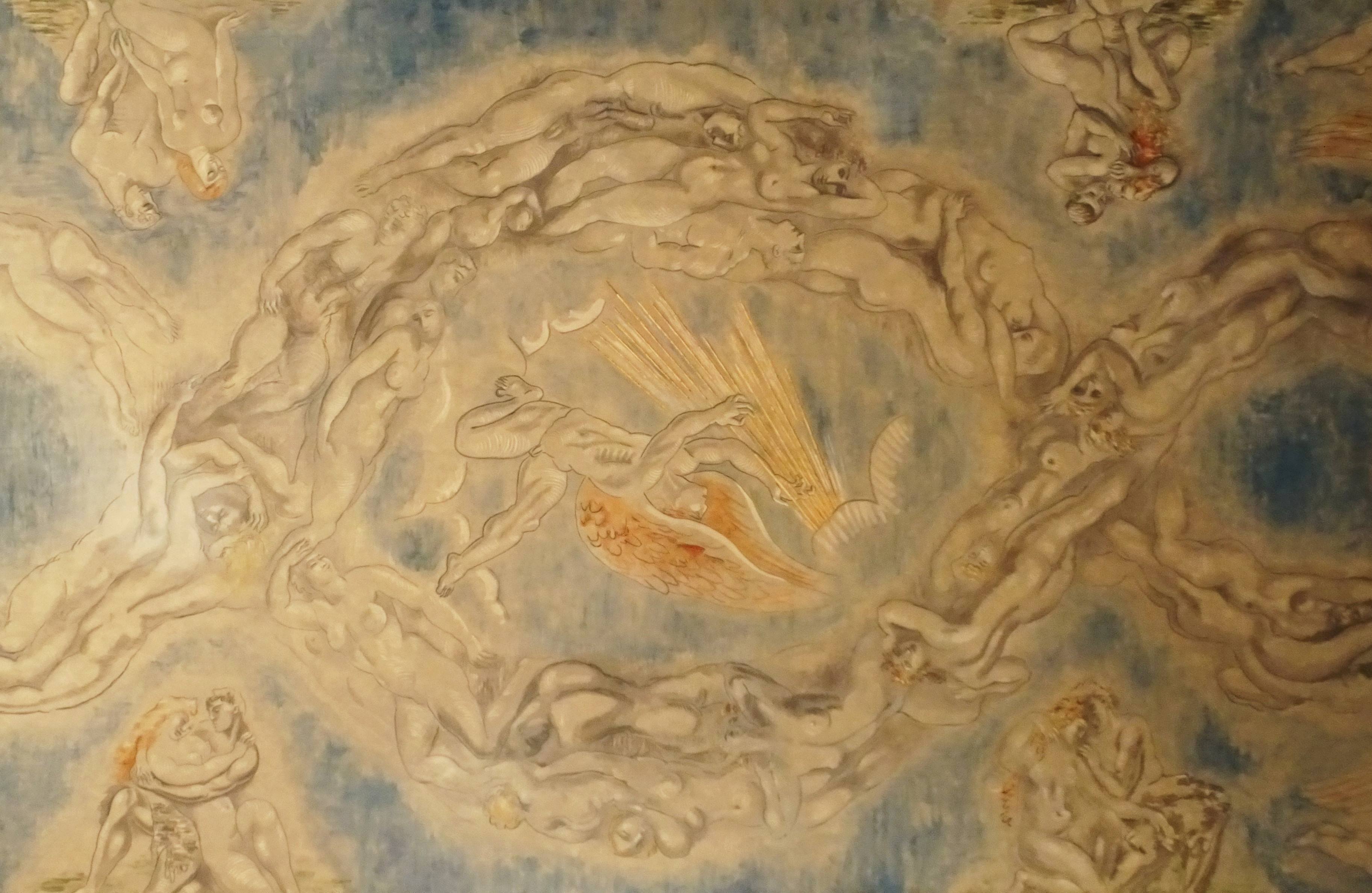
Takmålning (beskuren).
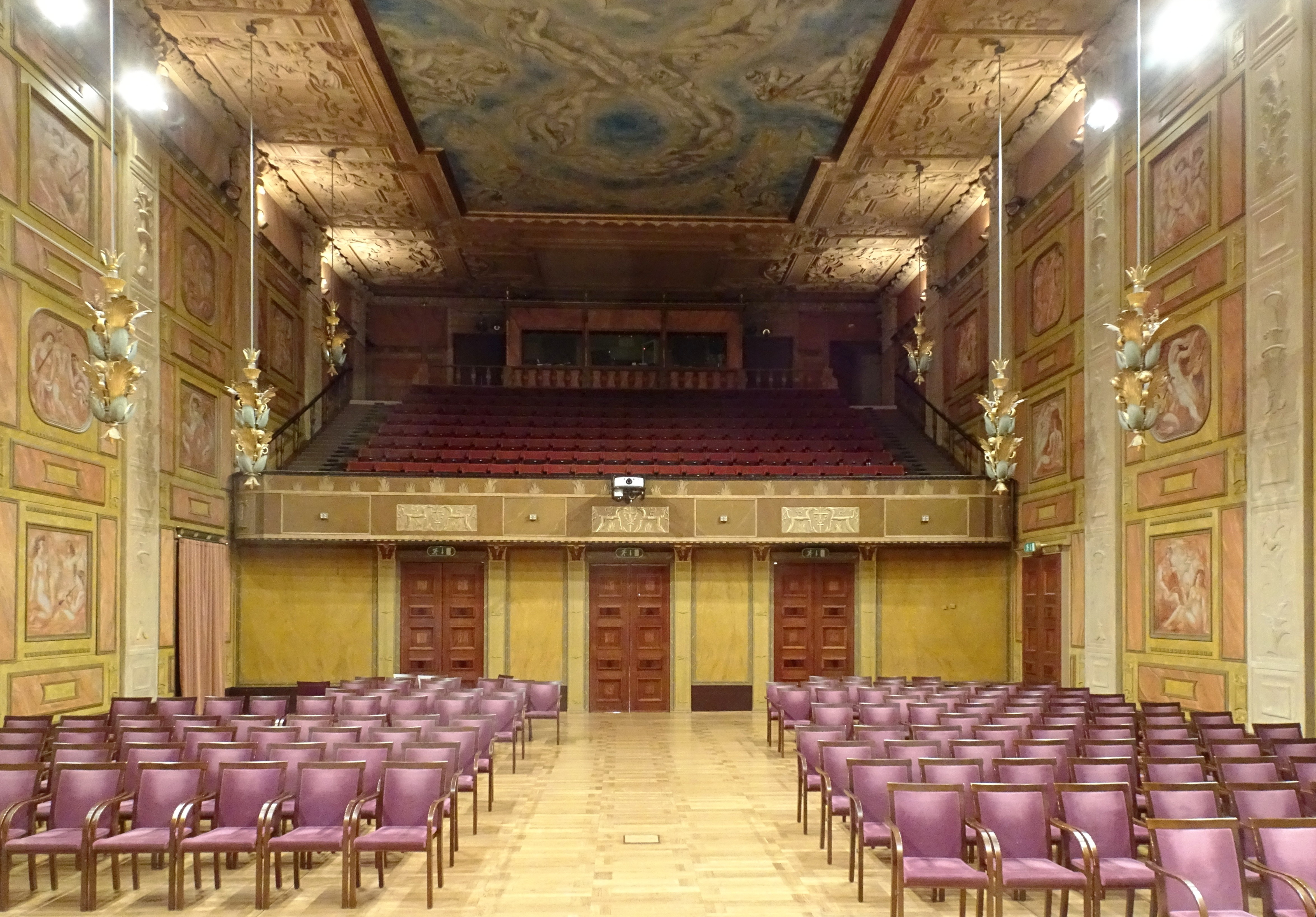
Grünewaldsalen, mot salongen och balkongen.
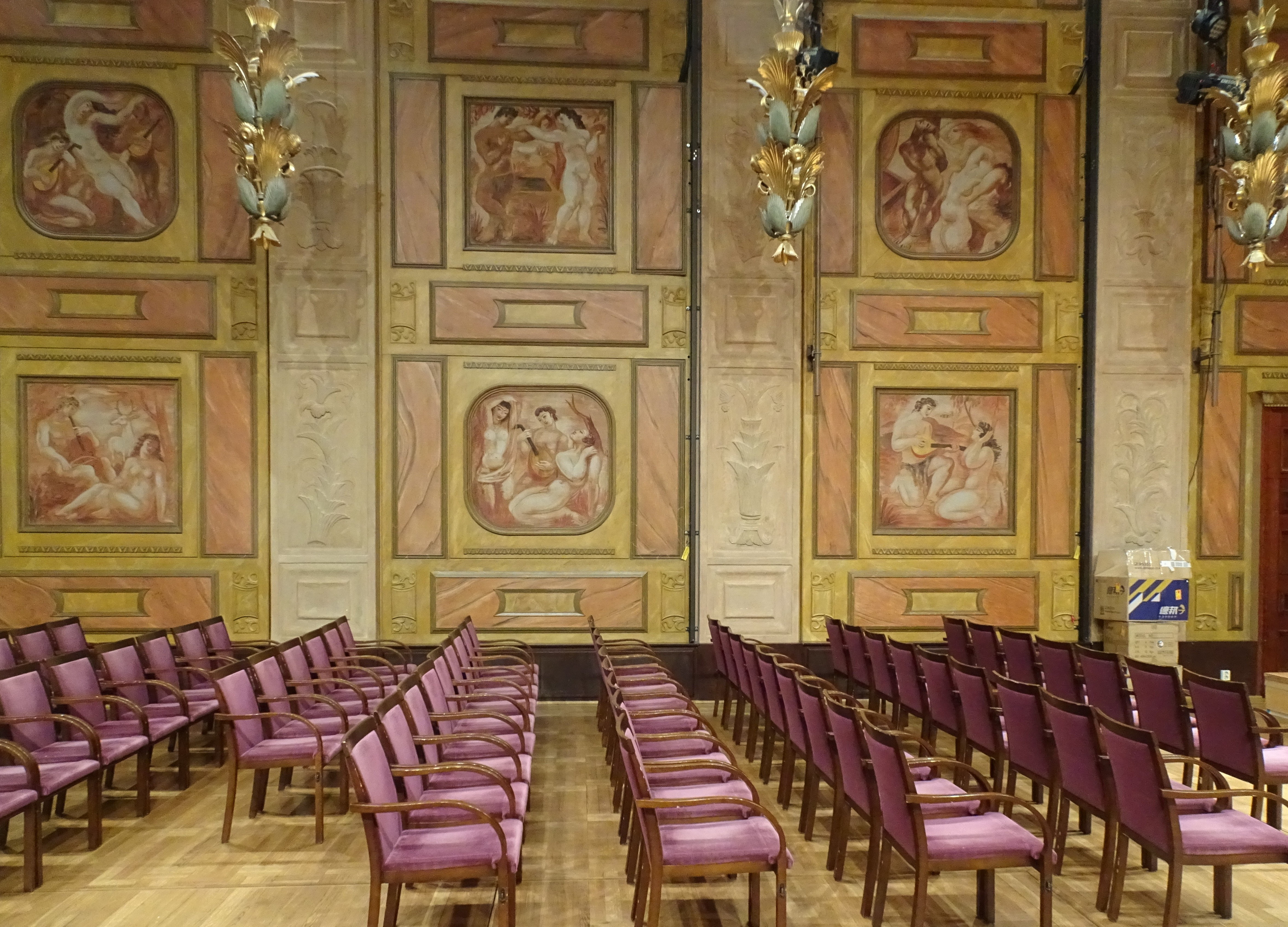
Grünewaldsalen, mot östra väggen.

Grünewalds 18 meter långa monumentalmålning "Morgonrodnad" i Tändstickspalatsets sessionssal (fotomontage).

## Utställningar

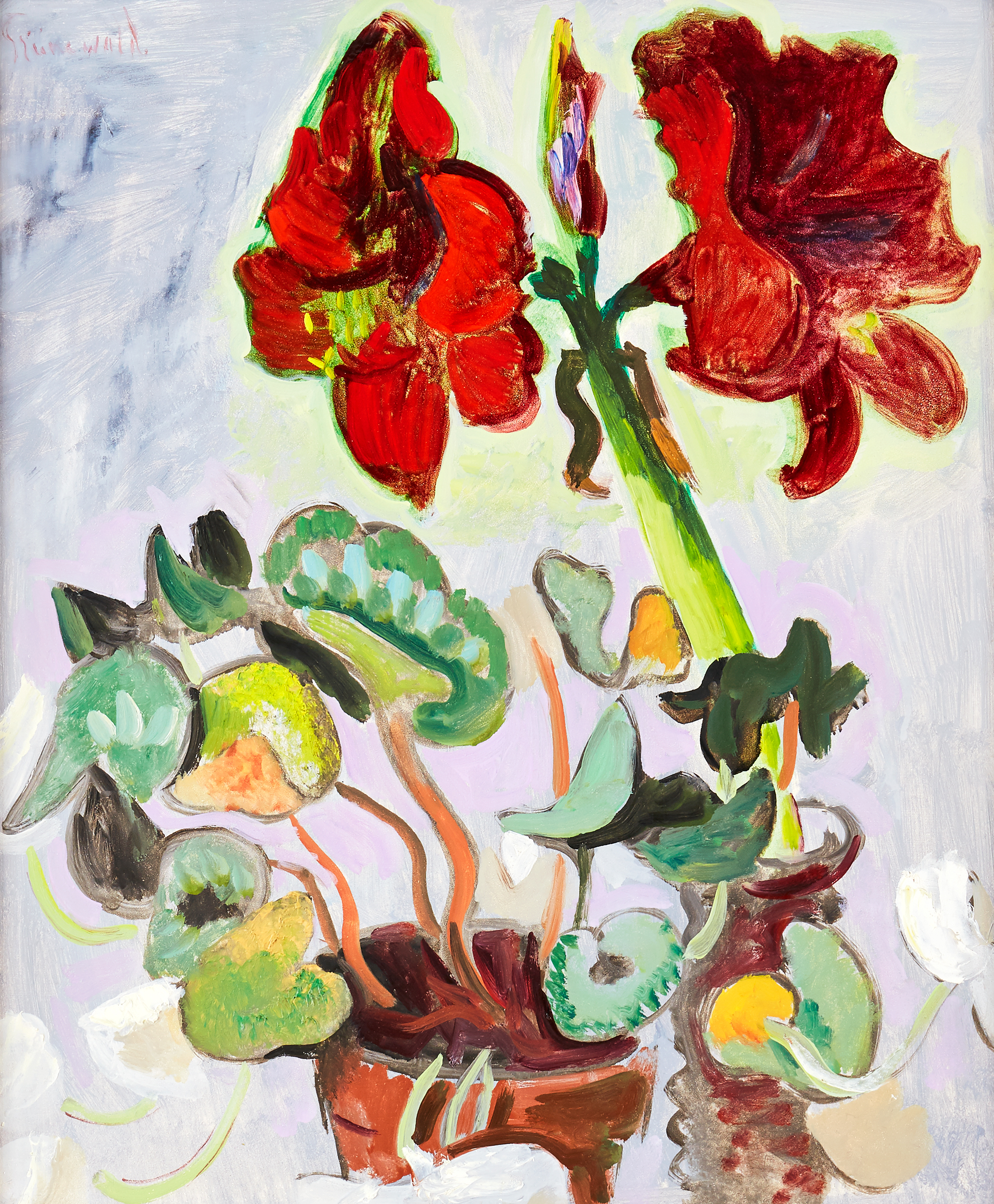
Blomsterstilleben med amaryllis

Expressionistutställningen arrangerades av den då 28-årige Grünewald själv. Han hyrde konsthallen under en månad för en retrospektiv över sitt konstnärskap med nära 300 verk, bland annat en monumentalmålning som han föreslog skulle fylla den vägg på Nationalmuseum där Carl Larssons Midvinterblot hade suttit. Här visades också en rad kända verk som Det sjungande trädet, 1915, Sigrid med den svarta stolen, 1916, Tjurfäktningen, 1917 och Apachedansen, 1918. Grünewald presenterade dessutom sitt expressionistiska manifest "Den nya renässansen inom konsten". Han upplät samtidigt en tredjedel av konsthallen till sina två närmaste kolleger, hustrun Sigrid Hjertén och Leander Engström. Utställningen sågs av konstkritikerna främst som en provokation och blev till och med skådeplats för en massmedialt uppmärksammad demonstration mot "den Grünewaldska massproduktionen" och en pressdebatt där nationalromantikern Carl Larsson överraskande nog tog Grünewald i försvar.
I Den nya renässansen inom konsten kan man bland annat läsa följande: Vår tid, över vilken hastigheten kan sättas som motto, har medfört ett behov av koncentration och åter koncentration i all konstnärlig yttring. 
Det tjugonde århundradet, med expresståg, automobiler och flygmaskiner, ger människorna förut oanade möjligheter att under en kort tidsrymd samla en mångfald av olika intryck. 
Ett landskap sett genom ett automobilfönster, är inte längre samma landskap. Den strålande starka elektriska belysningen som avskaffat natten i storstaden, har skänkt oss förr oanade ljusfenomen. Den nervösa oro som utmärker den moderna människan har nödvändigtvis även satt sin prägel på den moderna konsten. På den gamla goda tiden hade konstnären mer tid att fördjupa sig i detaljer. Men nu, då konstnären får tusenfalt mer intryck än konstnären förr, måste även hans sätt att uttrycka sig bli ett annat.
Grünewald illustrerade 1922 Oscar Levertins Kung Salomo och Morolf (1922). Under denna tid utförde han även en rad betydande porträtt såsom av Tollie Zellman (1919), Jules Pascin, Adolphe Basler (1927) och Ellen Hoppe (1931).

## Senare framgångar

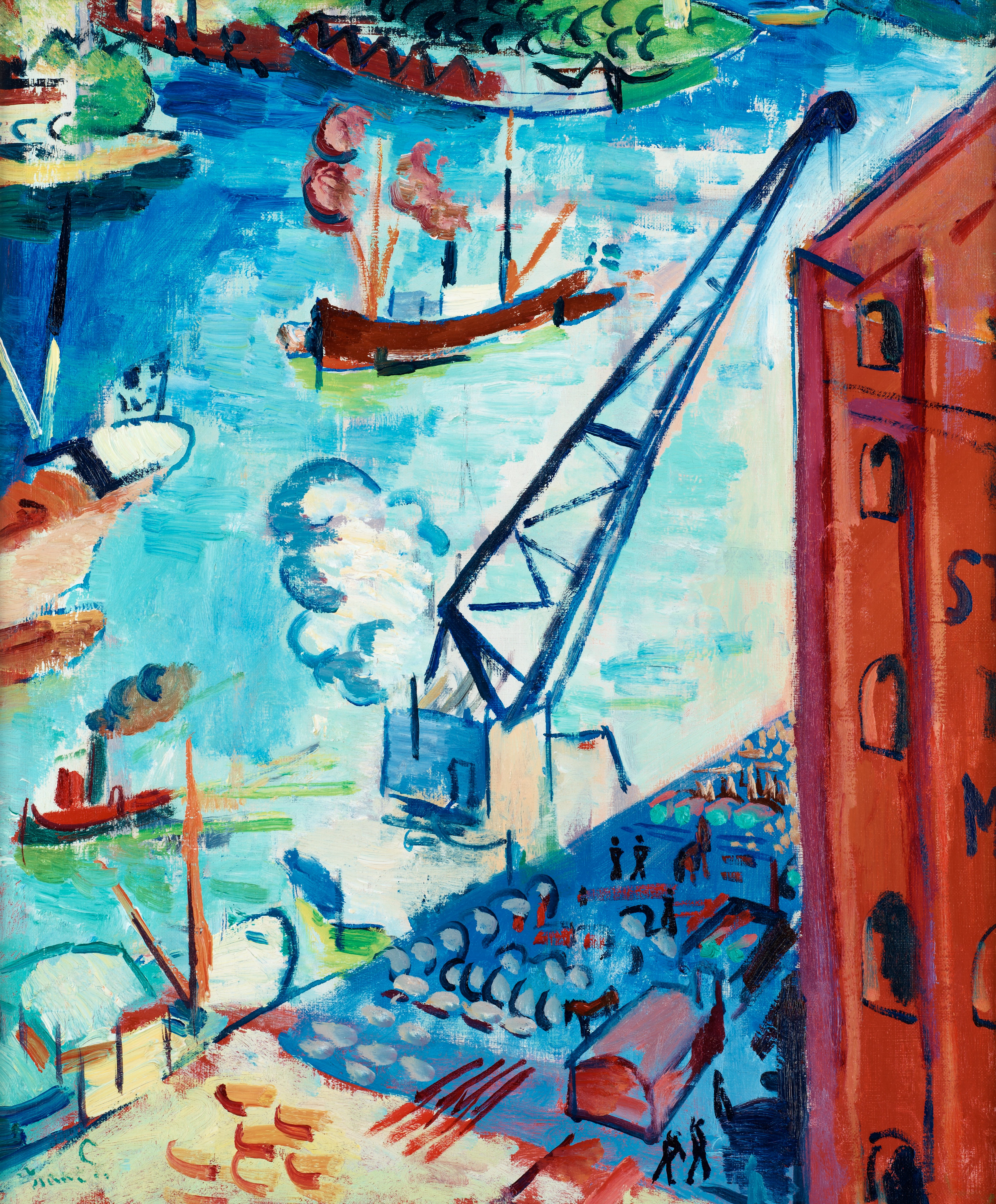
Utsikt över Stadsgården.

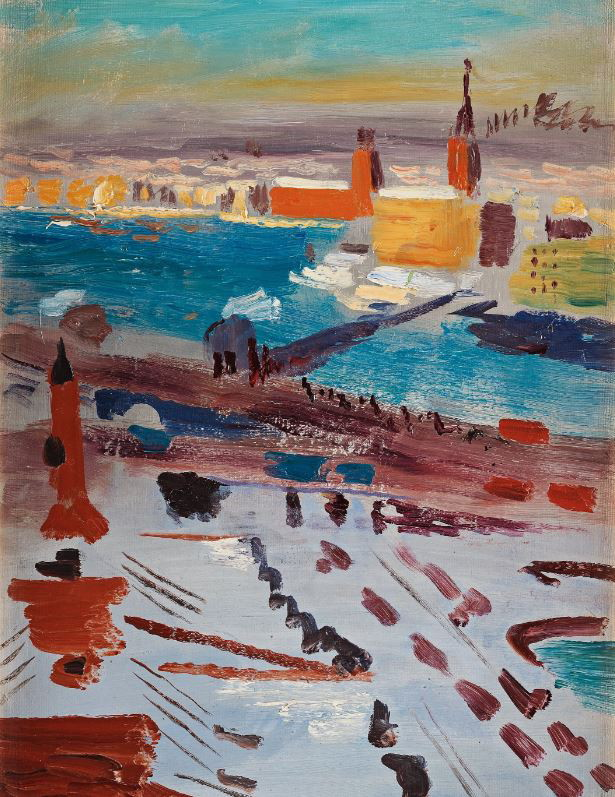
Utsikt över Stockholm.

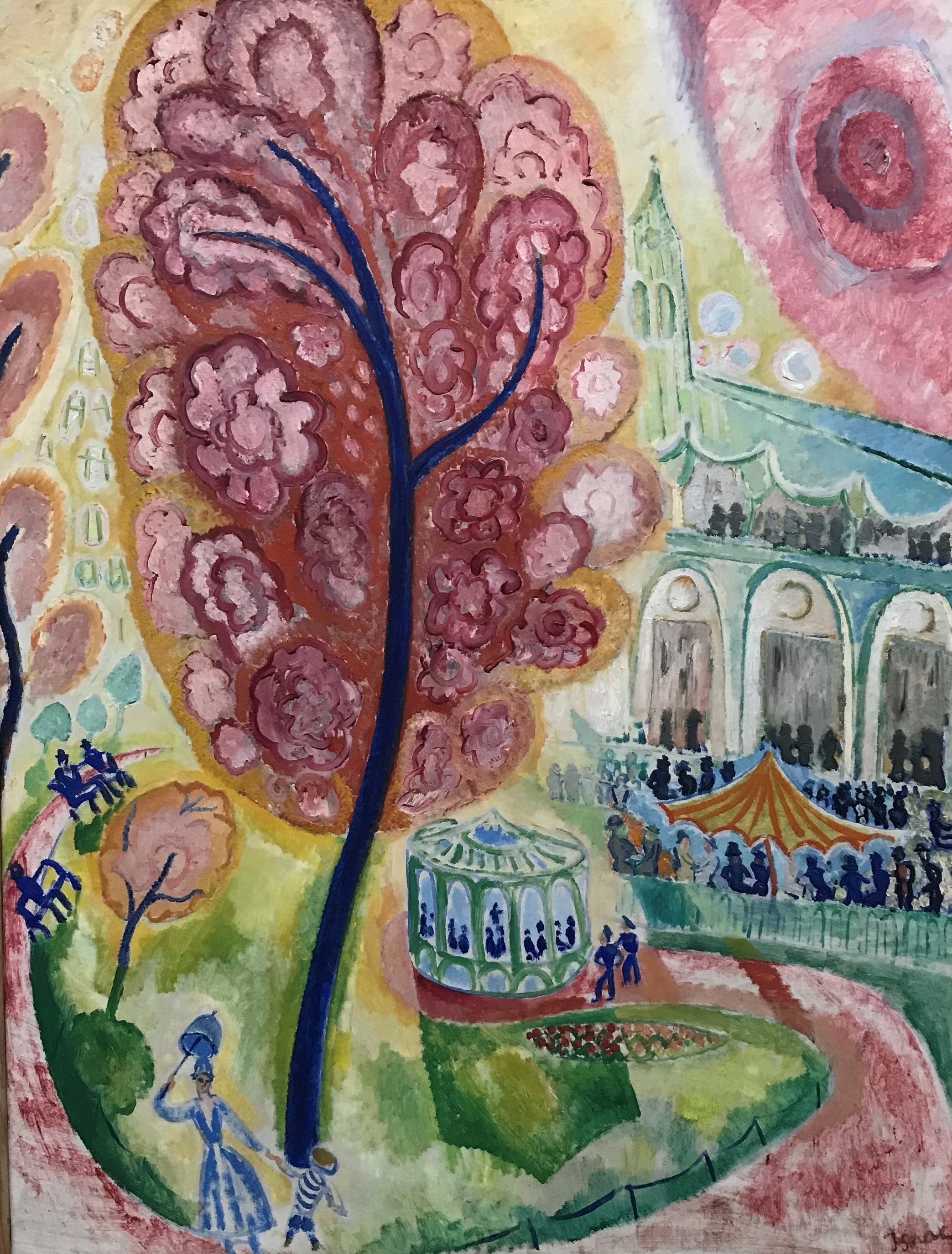
Det sjungande trädet från 1915 är utställd på Norrköpings konstmuseum.

Grünewald blev en banbrytare inom svensk scenografi genom uppsättningen av "Simson och Delila" på Stockholms-Operan 1921, den första modernistiska scenografin av svenskt märke, utskälld i pressen men en av Operans största publiksuccéer, spelad i omgångar ända fram till 1956. Uppsättningen har bland annat blivit legendarisk för att Grünewald stämde Operan med ett krav på 75 000 kronor (motsvarande cirka 1,5 miljon) i arvode och lät de då världsledande modernisterna Henri Matisse, Pablo Picasso, Fernand Léger och André Derain granska arbetsmaterialet. Alla fyra skrev till Stockholms rådhusrätt och intygade att det konstnärliga värdet berättigade det pris Grünewald begärde och att det var uppenbart att den sensationella scenografin låg bakom uppsättningens framgångar. Även svenska konstnärsnamn som Carl Milles, Bruno Liljefors, Carl Eldh och Albert Engström vittnade till förmån för Grünewald i tvisten som slutade i en förlikning där Grünewald fick hälften av pengarna och två nya uppdrag. Grünewald kom sedan dess att utföra ett 30-tal scenografiska arbeten i Stockholm, Köpenhamn och Paris. Den sista uppsättningen blev Hilding Rosenbergs Lycksalighetens ö på Operan 1945.
Hans stafflimåleri blommade ut i en "fauvistisk" och affischartad stil med privatdramatiska motiv åren 1914–1919, för att därefter utvecklas i en lugnare stil där nyanser och valörer gestaltar formernas tredimensionalitet. Grünewald betraktade sig dock alltifrån den första kontakten med Matisse 1908 som expressionist.

## Antisemitism
Grünewald, som var son till en gårdfarihandlare inflyttad från Polen, blev intimt förknippad med sin judiska bakgrund och blev en av sin tids enskilt främsta måltavlor för antisemitiska tongångar och karikatyrer inom den svenska pressen, särskilt under 1910- och 1920-talen. Nazismen hade inte, som man kan tro, någon del i dessa angrepp. Istället hängde de främst samman med nationalmåleriets starka roll fram till omkring 1920 och en inom kritikerkåren utbredd fientlighet mot "främmande" influenser som ansågs hota den svenska konstens och kulturens särart.
Grünewald framställdes därför i tidningarna ideligen utifrån antisemitiska klichéer som en profithungrig massproducent av imitationer och plagiat (framför allt av Matisse, trots att få kritiker verkligen hade sett en Matisse-tavla med egna ögon; dennes konst ställdes ut första gången på svensk mark först 1924), obetydlig som konstnär, men ett geni som affärsman och "reklammakare" att döma av hans stora framgångar och uppseendeväckande höga priser, etcetera. Dessutom framställdes han med sin dandystil emellanåt som motsatsen till den nationalromantiska bilden av svensk manlighet. Till och med bland svenska judar har Grünewald emellanåt påståtts vara allt det som judar brukar beskyllas för att vara.
Gustaf Ankarcrona beklagade att Nationalmuseum köpt in hans "rot- och hemlösa schackrarkonst". Albert Engström ansatte honom med invektiv. Louis Sparre, ordförande i Konstnärsklubben, motsatte sig "orientalens" inträde. Eric von Rosen sökte få bort honom från hans professur vid Konstakademien för att ersätta honom med Ossian Elgström.
På 1930- och 1940-talen blev framställningarna av Grünewald som en vandrande judekarikatyr reducerade till nazistpressen. I de stora dagstidningarna och i populärpressen framstod Grünewald då som allmänt respekterad, inte minst i kraft av sin ställning som konstprofessor. Men efter Grünewalds död 1946 vaknade de jantelagsartade tongångarna gentemot hans framgångar upp igen. Ett eko av samtidens insinuationer kan i dag höras i konstlitteraturens populära jämförelser mellan Grünewald och första hustrun Sigrid Hjertén. Med det utåtriktade och framgångsrika salongslejonet Grünewald som kontrast framställs den hemmalidande Hjertén regelmässigt som den mer "äkta" eller "mer begåvade" eller "mer banbrytande" konstnären av de två. Isaac skulle således vara motsatsen – oäkta, mindre begåvad, plagierande. Resonemanget faller historiskt tillbaka på den traditionellt antisemitiska synen på judar som till sitt väsen oäkta, falska, ytliga, imiterande och parasiterande. Samtida vittnesmål och dokument visar att båda makarna främjade varandras professionella framgångar. Bland annat ställde de som regel ut tillsammans. Hjertén hann med 106 utställningar under sitt liv, Grünewald 166.
Grünewalds sonson, Bernhard Grünewald, skriver i sin bok Orientalen. Bilden av Isaac Grünewald i svensk press 1909–1946 om den antisemitiska kritik som Grünewald utsattes för under 1910- och 1920-talen.

## I Nazityskland
Den 21 augusti 1937 beslagtog propagandaministeriet i Nazityskland oljemålningen Norwegisches Mädchen / Norsk jänta inom ramen för en aktion riktad mot all så kallad Entartete Kunst. Målningen hade varit en del av Hamburger Kunsthalles samlingar sedan 1926, med måtten 81 x 65 cm. Den fanns till försäljning för 5 dollar hos konsthandlare Bernhard A. Böhmer i Güstrow från 1938 och fram till mars 1939, då den återlämnades till ministeriet. Dess vidare proveniens efter krigsslutet betecknas idag som "okänd".

## Influenser

Porträtt av fru Ise Morssing (1910).

I svensk konstkritik har Grünewald och de andra tongivande konstnärerna i modernismens pionjärgeneration stämplats som "Matisseeleverna", på grund av deras studier på Matisses öppna gratisakademi åren 1909–11. Begreppet Matisseelever myntades 1910 som en nedsättande insinuation om att de unga banbrytarna egentligen inte hade något eget att komma med. Numera tas begreppet allmänt för givet. "Här hemma i Sverige kunde varje landsortskåsör, som aldrig sett ens en kvadratcentimeter av Matisses måleri, med största tvärsäkerhet beskylla hans svenska disciplar för epigoneri eller rätt och slätt Matisseri, vilket var liktydigt i deras och säkert också i allmänhetens ögon. De svenska målare, som gått på Matisses skola, även om det blott varit någon månad, påtrycktes en outplånlig stämpel: Matissare. Det är egendomligt nog det enda elevskap som sedan 35 år tillbaka ideligen framhålles i utställningsrecensioner eller konstöversikter", konstaterade Grünewald 1944.

## Teater

### Scenografi och kostym
| År   | Produktion                                       | Upphovsmän      | Regi            | Teater           | Noter                                     |
| ---- | ------------------------------------------------ | --------------- | --------------- | ---------------- | ----------------------------------------- |
| 1921 | Vart ska vi annars gå, revy                      | Karl Gerhard    |                 | Mosebacketeatern |                                           |
| 1926 | Han som får örfilarna Tot kto palucaet posceciny | Leonid Andrejev | Gösta Ekman     | Oscarsteatern    |                                           |
| 1928 | Fåglarna Ὄρνιθες Ornithes                        | Aristofanes     | Olof Molander   | Dramaten         | Kostym Scenografi med Manne Runsten       |
| 1928 | "Patrasket"                                      | Hjalmar Bergman | John W. Brunius | Oscarsteatern    |                                           |
| 1936 | Köpmännen i Nordens Venedig, revy                | Karl Gerhard    | Gösta Stevens   | Folkan           |                                           |
| 1939 | Dessa ridderliga tider, revy                     | Karl Gerhard    | Karl Gerhard    | Folkan           | Scenografi tillsammans med Arne Klingborg |

## Representerad
- Nationalmuseum,[21] Stockholm.
- Moderna Museet,[22] Stockholm.
- Malmö museum,[23] flera porträtt (1917)
- Norrköpings konstmuseum: Det sjungande trädet (1915), Tjurfäktningen (1917).
- Borås museum: På balkongen (1915).
- Göteborgs konstmuseum[24]
- Scenkonstmuseet,[25] Stockholm.
- Rörstrand Museum, Lidköping
- Arkivet för dekorativ konst[26]
- Helsingborgs museum[27]
- Röhsska museet[28]
- Tekniska museet[29]
- Upplandsmuseet[30]
- Nordiska museet[31]
- Postmuseum[32]
- Länsmuseet Gävleborg[33]
- Örebro läns museum[34]
- Hallands kulturhistoriska museum[35]
- Litografiska museet[36]